# Will Hughes
William James "Will" Hughes (født 17. april 1995) er en engelsk fodboldspiller, der spiller for Crystal Palace i Premier League.